# الدوري الإيطالي 1974–75
الدوري الإيطالي الدرجة الأولى 1974–75 (بالإيطالية: Serie A 1974-1975)‏ هو موسم من الدوري الإيطالي الدرجة الأولى. أقيم خلال الفترة 6 أكتوبر 1974 وحتى 18 مايو 1975، وفاز فيه يوفنتوس.